# Ambrosia platyspina
Ambrosia platyspina là một loài thực vật có hoa trong họ Cúc. Loài này được (Seaman) Strother & B.G.Baldwin mô tả khoa học đầu tiên năm 2002.